# Краснов Загід Геннадійович
Загі́д Генна́дійович Красно́в (при народженні — Загіддін Габібулайович Габібулаєв; нар. 24 жовтня 1965, Баку) — український підприємець, політичний і громадський діяч, керівник громадської організації «Громадська сила». Секретар Дніпропетровської міськради (з грудня 2015). Має у власності підприємства важкої промисловості, підприємства сількогосподарського призначення та готельно-ресторанної сфери.

## Життєпис
Народився 24 жовтня 1965 року в місті Баку (нині Азербайджан). 1983 року закінчив середню школу № 2 села Беліджі в Дагестанській АРСР. З 7-го класу займається східними єдиноборствами.
1983 року переїхав до Дніпропетровська і вступив до місцевого Інженерно-будівельного інституту. З 1984 року по 1986 рік проходив строкову військову службу в рядах Радянської армії, у ракетних військах стратегічного призначення Таманської дивізії. 1986 року продовжив навчання у Дніпропетровському інженерно-будівельному інституті, який закінчив у 1990 році, отримав спеціальність інженера-будівельника.
У 1990-х офіційно очолював асоціацію підприємців Дніпропетровська. За даними журналіста ресурсу «Обозреватель», діяльність Краснова у цей період пов'язана із рекетом, а згодом — колекторською діяльністю. Тоді ж отримав друге ім'я — Загід. Взявши прізвище дружини, Загіддін став «Красновим»..
2005 — закінчив Гуманітарний університет «Запорізький інститут державного і муніципального управління» за спеціальністю «Правознавство» та отримав кваліфікацію юриста.
Працював у Координаційному відділі боротьби з корупцією та організованою злочинністю при Президентові України на посаді головного консультанта. Депутат Дніпропетровської міської ради IV (2002), V (2006) і VII (2014) скликань. У серпні 2007-го став ініціатором створення організації «Громадська сила» і був обраний її лідером по липень 2014 року.
Організація звітує про проведення благодійних ремонтів за власний кошт в дитсадках, на майданчиках для відпочинку, в парках, тощо. Після перевірки активістами виявляється, що частина об'єктів або не існує, або були відремонтовані за рахунок міського бюджету..
2016 — закінчив Дніпропетровський регіональний інститут державного управління Національної академії державного управління.

## Бізнес і статки
У липні 1992 року створив ТОВ «Отег», на якому працював на посаді Генерального директора до серпня 2000 року.
У вересні 2000 року був обраний на посаду голови Наглядової Ради ВАТ «Дніпропетровський стрілочний завод», на якій працював до 2004 року.
З квітня 2008 року до грудня 2015 року працював на посаді голови Наглядової Ради ВАТ «Дніпропетровський стрілочний завод».
Власник ресторану «Ріо» в Дніпрі на березі однойменної ріки.
Громадська і політична діяльність Загіда Краснова пов'язана з організацією «Громадська сила». Офіційна підприємницька діяльність Загіда Краснова, згідно поданої декларації за 2017 рік, пов'язана з:
- залізницею (частка у ПрАТ «Запорізький завод залізобетонних шпал» та ПАТ «Дніпропетровський стрілочний завод»);
- виробництвом сонячної енергії (на кінець 2018 року це три електростанції ТОВ «ЕКОЕНЕРГОСЕРВІС ДНІПРО»);

Через пов'язаних осіб контролює низку підприємств Дніпра переважно у сфері нерухомості.

## Політична діяльність
З квітня 2004 року по жовтень 2004 — головний консультант організаційно-контрольного відділу апарату організаційного забезпечення діяльності Координаційного комітету по боротьбі з корупцією та організованою злочинністю при Президентові України.
Краснов стає лідером партії «Громада» Павла Лазаренка, яка 2006 року проходить до Дніпропетровської міської ради. За допомоги нардепа Партії регіонів Олега Царьова, пан Краснов створює альянс із Партією регіонів, фракцією «Віче», Блоком Наталі Вітренко і КПУ, отримавши таким чином у керування більшість депутатів у міськраді. З 2006 року — голова фракції «Блок Лазаренка» у Дніпропетровській міськраді.
У 2007—2010 рр. був лідером коаліції Дніпропетровської міської ради «Рідний Дніпропетровськ». У липні 2010 р. заявив про наміри балотуватися на посаду міського голови. Після відмови від участі у виборах Ігора Циркіна, став основним опонентом мера Куліченка у боротьбі за владу в місті. 30 вересня 2010 р. був офіційно висунутий на посаду міського голови від міської організації партії «Наша Україна». Краснов був керівником президентської кампанії Сергія Тігіпка («Сильна Україна») у Дніпрі.
11 травня 2012 року Краснова було заарештовано за підозрою у скоєнні 2008 року ДТП на вул. Набережній Заводській у Дніпропетровську, тоді ж було повторно відкрито кримінальне впровадження за ст. 115 КПК. Унаслідок зіткнення Porsche Краснова з легковим автомобілем, водій останнього загинув. Краснова відпустили із підпискою про невиїзд. Згодом справу закрили «у зв'язку з відсутністю злочину», а з Краснова було знято звинувачення.
Улітку 2012 року Краснов приєднується до «Українського вибору» Медведчука, 2014-го під час Революції гідності року спочатку організовував дії тітушок, а згодом став «опозиціонером», підтримавши Правий сектор і ВО «Свобода»
2014 року був кандидатом у нардепи на позачергових виборах до Верховної Ради України.
У грудні 2015 року Краснов став секретарем Дніпропетровської міськради.
У січні-лютому 2016 був секретарем Дніпровської міськради.

### Вибори міського голови 2010 року
31 жовтня 2010 взяв участь у виборах міського голови Дніпропетровська і посів четверте місце, поступившись Куліченку, Павелку та Олійнику. Оскільки партії «Громадська сила» було відмовлено в реєстрації, активісти «ГС» були включені до списку партії «Народний порядок», яка не пройшла до міської ради.

### Вибори міського голови 2015 року
25 жовтня 2015 року балотувався на посаду мера Дніпропетровська, посів третє (12,42 % голосів). Партія Краснова «Громадська сила» на виборах отримала 7 мандатів у Дніпропетровській міській раді (11 %).

### Вибори міського голови 2020 року
25 жовтня 2020 року на виборах мера набрав 13,2 % голосів, випередивши Олександра Вілкула (13 %). 22 листопада 2020 у другому турі виборів набрав 18,8 % проти 78,1 % у чинного мера Філатова.

## Приватне життя
Одружений, має трьох дітей.